# Rychtářov (Vyškov)
Rychtářov (německy Richtersdorf) je bývalá samostatná obec, v současnosti místní část města Vyškov. Nachází se na jižním svahu Drahanské vrchoviny při silnici spojující Vyškov se Sloupem, přibližně 10 km severně od Vyškova, v nadmořské výšce 401 m n. m. První písemná zmínka o obci pochází z roku 1381, kdy je uváděna jako Rechtářov. Během druhé světové války byli obyvatelé vystěhováni kvůli rozšíření vojenského prostoru a po jejím skončení se v roce 1945 mohli vrátit. Rychtářov je rodištěm orientalisty, cestovatele a teologa Aloise Musila (1868–1944). Mezi místní pamětihodnosti patří farní kostel Nanebevzetí Panny Marie z roku 1783 a lovecký zámeček Troyerstein z 18. století. Oblast je známá pořádáním krojovaných hodů a zachovává si venkovský charakter.

## Název
Jméno vesnice Rychtářov pravděpodobně pochází od osobního jména Rychtář, což by naznačovalo „Rychtářův majetek“. První písemná zmínka z roku 1381 uvádí název Rechtářov, avšak v listinách z let 1460, 1537 a 1558 se objevuje podoba Dechtářov. To naznačuje možnost, že původ názvu souvisí s obecným výrazem dehtář, tedy „výrobce dehtu“. Přesná doba a důvod změny názvu nejsou známy. Existuje teorie, že ke změně mohlo dojít vlivem chybného přepisu nebo nesprávného čtení písmen R a D v dobových dokumentech. Další možností je spojitost se zavedením německého práva a systému rychtářů ve 12. století, kdy mohl Rychtářov získat jméno podle svého správního postavení.

## Historie

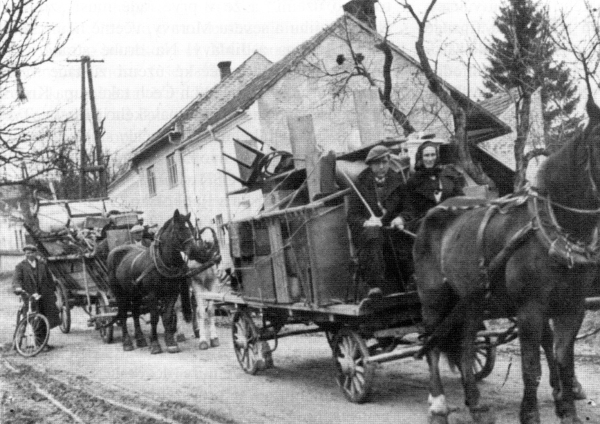
Nucené stěhování občanů – březen 1941

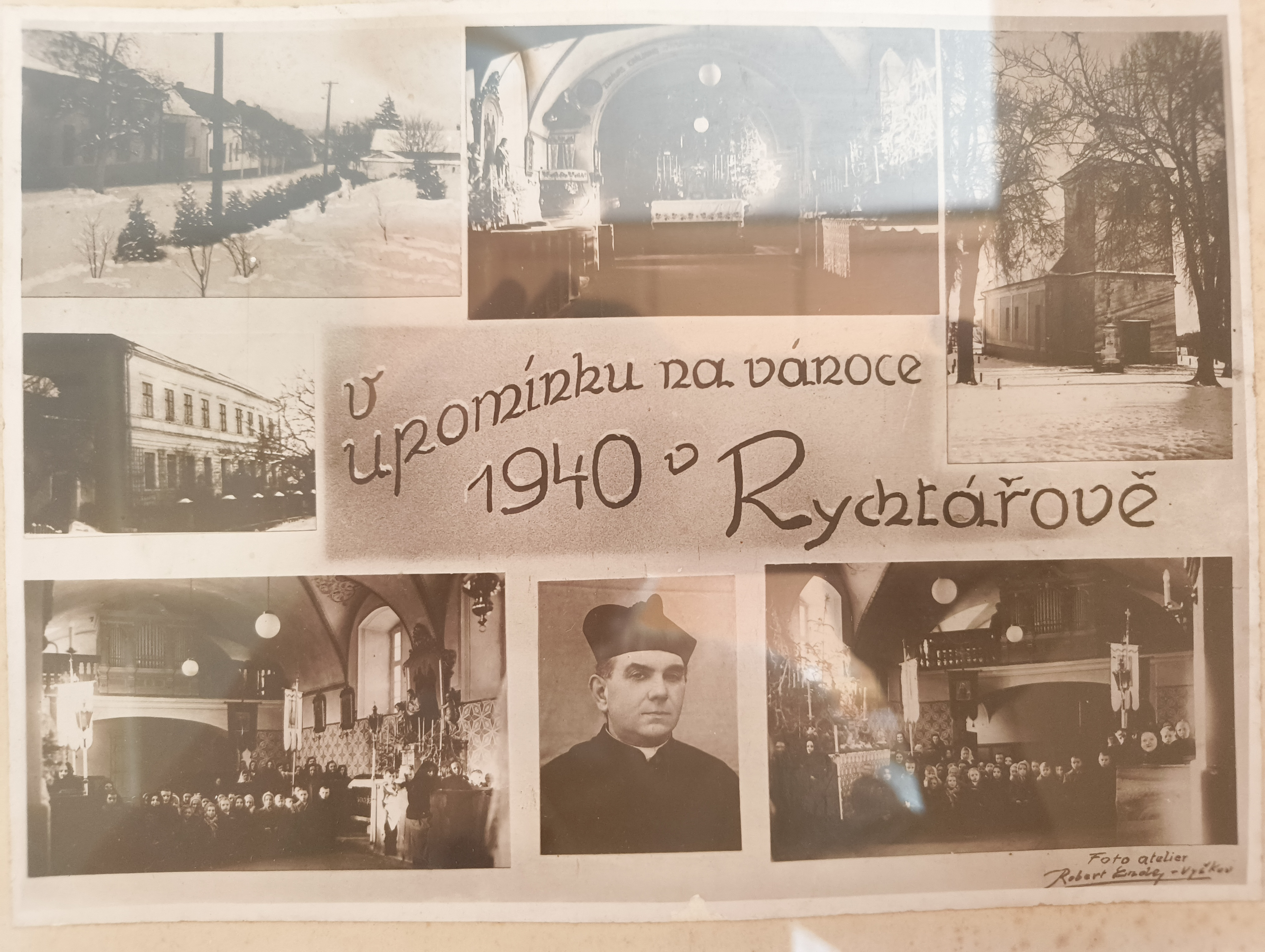
Vánoce 1940 v Rychtářově

První písemná zmínka o Rychtářově pochází z roku 1381, kdy je vesnice uvedena v listině věna Anny, manželky Petra ze Šternberka, pod názvem „Rechtarow“. V průběhu staletí ves několikrát změnila majitele. V 16. století ji vlastnil Dobeš Rosický z Boskovic, který ji později prodal Janu z Pernštejna. Od 18. století byla obec součástí vyškovského panství a postupně se rozvíjela hospodářsky i správně.
V 18. století a 19. století probíhal v obci postupný hospodářský a správní vývoj. Byly zavedeny gruntovní knihy a došlo k majetkovým změnám v rámci tereziánských reforem. V roce 1855 zasáhla Rychtářov epidemie cholery, která si vyžádala 48 obětí. Mnohé rodiny zcela vymřely, což vedlo k rozhodnutí zřídit nový hřbitov mimo areál kostela. V roce 1883 zde byl zřízen poštovní úřad, který zlepšil spojení obce s Vyškovem a dalšími osadami.
Na přelomu 19. století a 20. století došlo k dalšímu rozvoji infrastruktury – byla postavena nová obecní škola, obecní hostinec a pila. V roce 1913 bylo v obci zavedeno elektrické osvětlení, což přispělo k modernizaci a zlepšení životních podmínek. Po první světové válce byla v Rychtářově založena strojní parketárna a stolárna, která přinesla pracovní příležitosti místním obyvatelům.
Druhá světová válka měla na Rychtářov zásadní dopad. V roce 1941 byli obyvatelé nuceně vystěhováni v souvislosti s rozšiřováním vojenského prostoru a obec zůstala téměř opuštěná. Po skončení války v roce 1945 se původní obyvatelé mohli vrátit a začala obnova vesnice.
V období socialistického Československa bylo v Rychtářově založeno zemědělské družstvo, což vedlo k mechanizaci zemědělství, ale také ke změně tradičního hospodaření. Významnou změnou bylo v roce 1985 administrativní připojení Rychtářova k městu Vyškov, čímž obec přišla o svou samostatnost, ale nadále si zachovala svůj venkovský charakter a kulturní tradice, jako jsou krojované hody a další folklorní slavnosti.
Rychtářov se v průběhu dějin nevyhnul přírodním katastrofám. Kromě epidemie cholery v roce 1855 zasáhl obec velký požár v roce 1894, při kterém shořelo 28 stavení. Roku 1929 byla zaznamenána extrémně tuhá zima, s teplotami klesajícími pod −30 °C, což způsobilo značné škody v zemědělství.
Navzdory těmto událostem se obec vyvíjela a její obyvatelé si i po připojení k Vyškovu udrželi silnou místní identitu. Mnohé historické stavby, jako Kostel Nanebevzetí Panny Marie (Rychtářov) nebo lovecký zámeček Troyerstein, připomínají bohatou historii tohoto místa.

## Přírodní poměry
Rychtářov se nachází v Drahanské vrchovině, která je součástí Brněnské vrchoviny, v nadmořské výšce kolem 401 m n. m. Okolní krajina má kopcovitý charakter s nejvyššími vrcholy Ošlouch (534 m n. m.) severně od obce a Srnčí (536 m n. m.) východně. Území obce je ze tří stran obklopeno rozsáhlými lesy, které ji chrání před nepříznivými povětrnostními vlivy a vytvářejí specifické mikroklima. Geologicky náleží oblast k neproduktivnímu útvaru karbonu, s podložím tvořeným převážně slepenci, drobami a jílovitými břidlicemi, které jsou charakteristické pro tuto část Drahanské vrchoviny.[zdroj?] Půdy jsou převážně slínovité, místy písčité a štěrkovité, což ovlivňuje místní zemědělství i skladbu lesních porostů. Územím protékají dva prameny Hané – Velká a Malá Haná, které jsou významnými vodními toky regionu. Na návsi obce se nachází rybník sloužící jako zdroj vody pro případ požáru, v katastru obce se také nachází vodní nádrž Opatovice, která obohacuje místní krajinu a ekosystém.
Rychtářov má mírné podhorské podnebí, které se v posledních desetiletích výrazně otepluje. Zatímco historický dlouhodobý průměr teplot se pohyboval kolem 7–8 °C, aktuální data z měření ČHMÚ ukazují, že průměrná roční teplota v Jihomoravském kraji dosahuje 9,4 °C (normál 1991–2020).[ujasnit] Rok 2024 byl na území ČR rekordně teplý s průměrnou teplotou 10,3 °C, což bylo o 2,0 °C více než dlouhodobý normál.[ujasnit] Průměrný roční úhrn srážek se pohybuje kolem 560–600 mm, což odpovídá charakteristice Jihomoravského kraje jako nejsuššího v ČR. V otopném období se průměrné měsíční teploty pohybují od -1,0 °C v prosinci po 12,5 °C v září.[ujasnit] V okolních lesích převažují jehličnaté porosty, zejména smrk, jedle a borovice. Z listnatých stromů se vyskytují především buky, habry a duby. V lesích žije běžná lesní zvěř jako jeleni, srnci a divoká prasata.

## Obyvatelstvo
| Rok  | Obyv. | ± %     |
| ---- | ----- | ------- |
| 1869 | 672   | —       |
| 1880 | 677   | +0,7 %  |
| 1890 | 742   | +9,6 %  |
| 1900 | 723   | −2,6 %  |
| 1910 | 738   | +2,1 %  |
| 1921 | 691   | −6,4 %  |
| 1930 | 757   | +9,6 %  |
| 1950 | 475   | −37,3 % |

| Rok  | Obyv. | ± %     |
| ---- | ----- | ------- |
| 1961 | 582   | +22,5 % |
| 1970 | 528   | −9,3 %  |
| 1980 | 568   | +7,6 %  |
| 1991 | 561   | −1,2 %  |
| 2001 | 570   | +1,6 %  |
| 2011 | 538   | −5,6 %  |
| 2021 | 576   | +7,1 %  |

| Rok        | 1869 | 1880 | 1890 | 1900 | 1910 | 1921 | 1930 | 1950 | 1961 | 1970 | 1980 | 1991 | 2001 | 2011 |
| ---------- | ---- | ---- | ---- | ---- | ---- | ---- | ---- | ---- | ---- | ---- | ---- | ---- | ---- | ---- |
| Počet domů | 80   | 87   | 98   | 103  | 113  | 114  | 135  | 148  | 136  | 134  | 139  | 168  | 172  | 192  |

## Pamětihodnosti

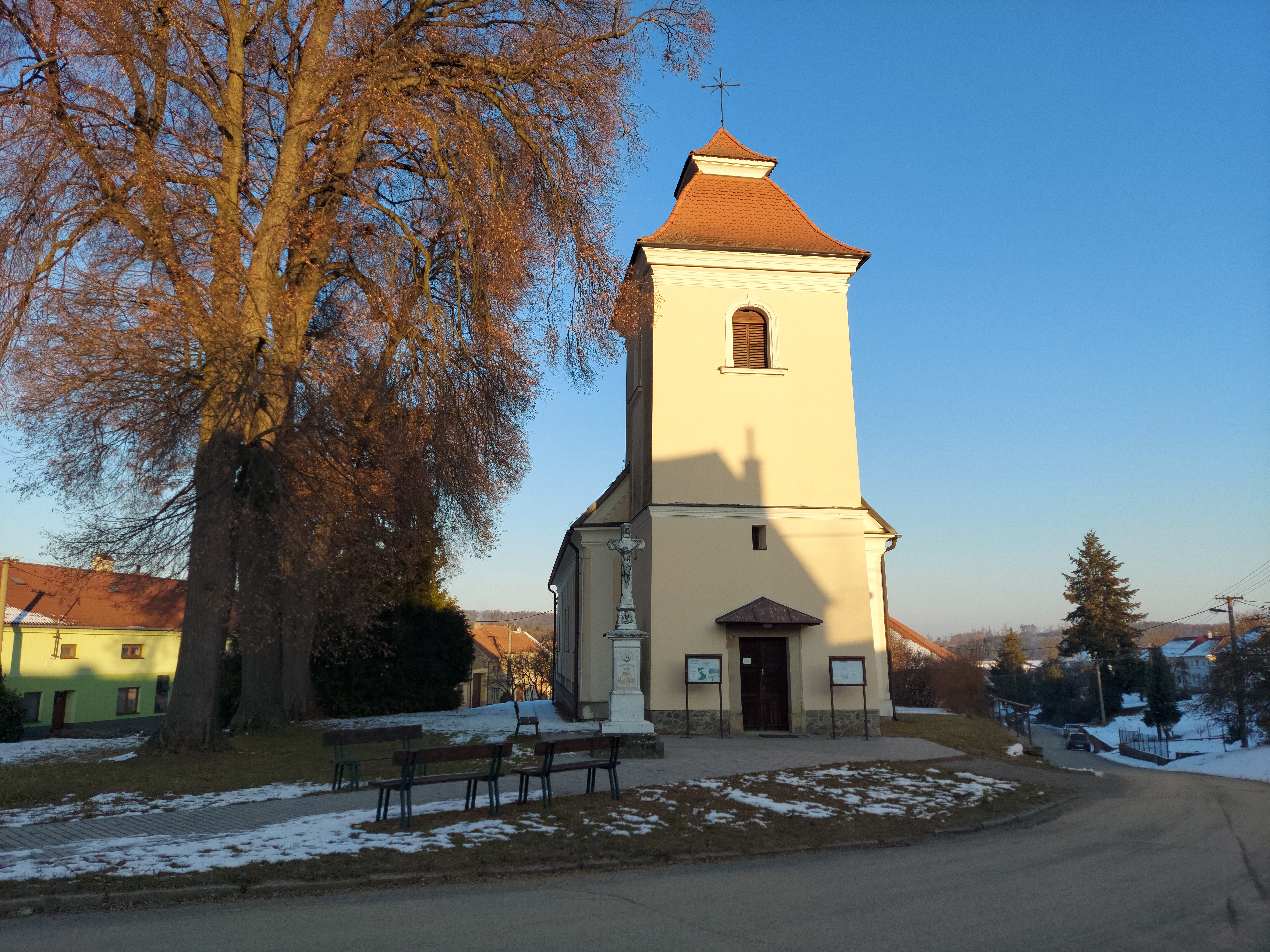
Kostel Nanebevzetí Panny Marie 2025

### Farní kostel Nanebevzetí Panny Marie
Farní kostel Nanebevzetí Panny Marie v Rychtářově stojí na místě původního menšího kostela, který byl v roce 1781 zbořen a nahrazen současnou stavbou. Původní stavba byla z kamene, spojeného hliněnou maltou, a měla dřevěný strop. Součástí byla i samostatná věž krytá pálenou krytinou. Nový kostel byl vystavěn v letech 1781–1783 mistrem Malenovským ze Slavkova a zachovala se z něj pouze část původního klenutí v sakristii. V roce 1849 došlo k rozšíření kostela, kdy byla přistavěna část u věže, čímž byla věž spojena s hlavní stavbou. Na tuto opravu bylo použito 857 florinů z kostelního fondu. V roce 1926 byla kvůli malým rozměrům a vlhkosti odstraněna stará sakristie, která měla podobu okrouhlé věže, a nahrazena větší novou sakristií, jejíž stavbu financoval z velké části rychtářovský rodák, Dr. Alois Musil.
Interiér kostela byl postupně upravován; v roce 1901 byl vybudován nový mramorový oltář, financovaný z veřejné sbírky, a byla položena nová dlažba. V roce 1930 byla pořízena socha Panny Marie Lurdské a o pět let později bylo zhotoveno umělé mramorové pozadí hlavního oltáře, jehož realizace byla financována částečně z kostelních prostředků a částečně z darů farníků. Kostel byl původně filiálním a náležel k děkanství ve Vyškově. Teprve v roce 1885 se stal samostatnou farností, přičemž ještě předtím bylo nutné zajistit pravidelné sloužení bohoslužeb – farář byl do Rychtářova dopravován koňmo, přičemž službu vožení si mezi sebou rozdělovali místní statkáři. Mše se konaly každou třetí neděli a ve významné svátky. Kostel stojí na vyvýšeném místě v centru obce a je obklopen sedmi mohutnými lipami, které mu dodávají charakteristickou siluetu.

### Lovecký zámeček Troyerstein

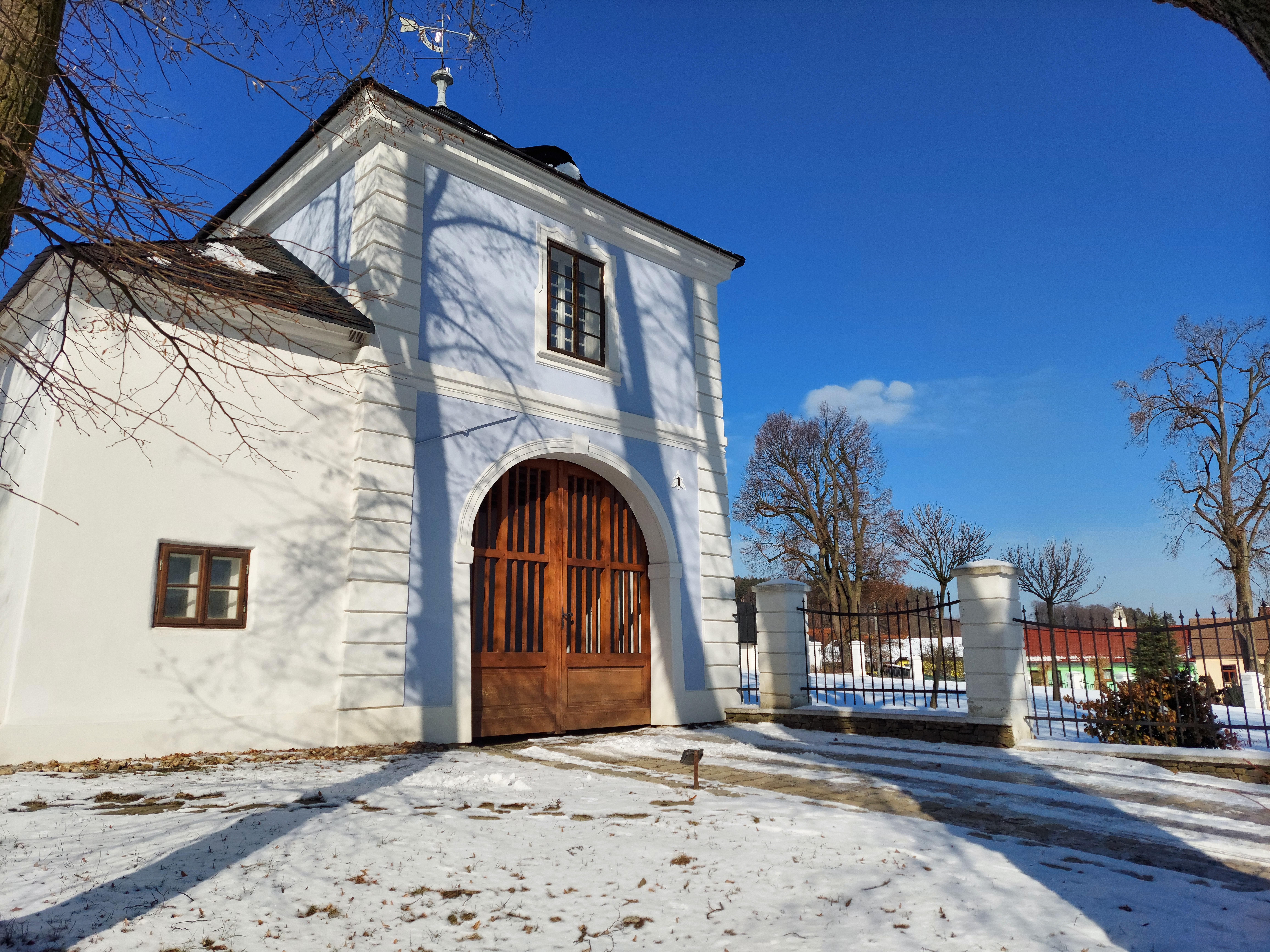
Lovecký zámeček Troyerstein 2025

Lovecký zámeček Troyerstein, známý také jako Trojerov, se nachází v centru obce Rychtářov. Tento barokní zámeček byl postaven v roce 1755 na popud olomouckého biskupa Ferdinanda Julia Troyera z Troyersteinu, po němž nese své jméno. Zámeček sloužil jako lovecké sídlo pro biskupa a jeho hosty během honů v okolních lesích. Architektonicky je zámeček patrovou stavbou s výrazným vstupním portálem, který je zdoben erbem stavebníka a jelení hlavou. Tento portál je považován za jednu z nejcennějších částí stavby. Na přelomu 18. a 19. století prošel zámeček úpravami, během nichž byla modernizována vstupní brána a celý objekt byl přizpůsoben tehdejším potřebám.
V průběhu 20. století sloužil zámeček jako sídlo lesní správy Vojenských lesů a statků. Později byl využíván k obytným účelům a nacházely se v něm obecní byty. V posledních letech však zámeček prošel rozsáhlou rekonstrukcí, během níž byla obnovena fasáda a provedeny další opravy. Podle Ministerstva kultury České republiky byla rekonstrukce dokončena v roce 2020.

### Vila Musa
Vila Musa je historická budova v Rychtářově, kterou si v roce 1909 nechal postavit český orientalista, cestovatel a katolický kněz Alois Musil. Vila sloužila jako jeho osobní rezidence a zázemí pro zpracování materiálů z výprav do Blízkého východu a Severní Afriky. Stavba byla financována z jeho výdělků z vědeckých publikací a přednášek v Evropě a USA. 
Architektonicky se vila vyznačuje eklektickým stylem s orientálními prvky, což odráží Musilovu hlubokou fascinaci arabskou kulturou. Název **Musa** je odvozen od arabského jména Musilova, pod kterým byl znám mezi beduíny – Šejch Músá. Po smrti Aloise Musila v roce 1944 přešla vila do vlastnictví jeho synovce Milana Musila, který ji později přenechal dalším členům rodiny. V roce 1950 byla vila znárodněna a využívána státními institucemi. Po roce 1989 byla vrácena potomkům původního majitele, kteří ji částečně zrekonstruovali. V současnosti je vila soukromým majetkem a není veřejně přístupná.

### Rodný dům Aloise Musila s pamětní deskou

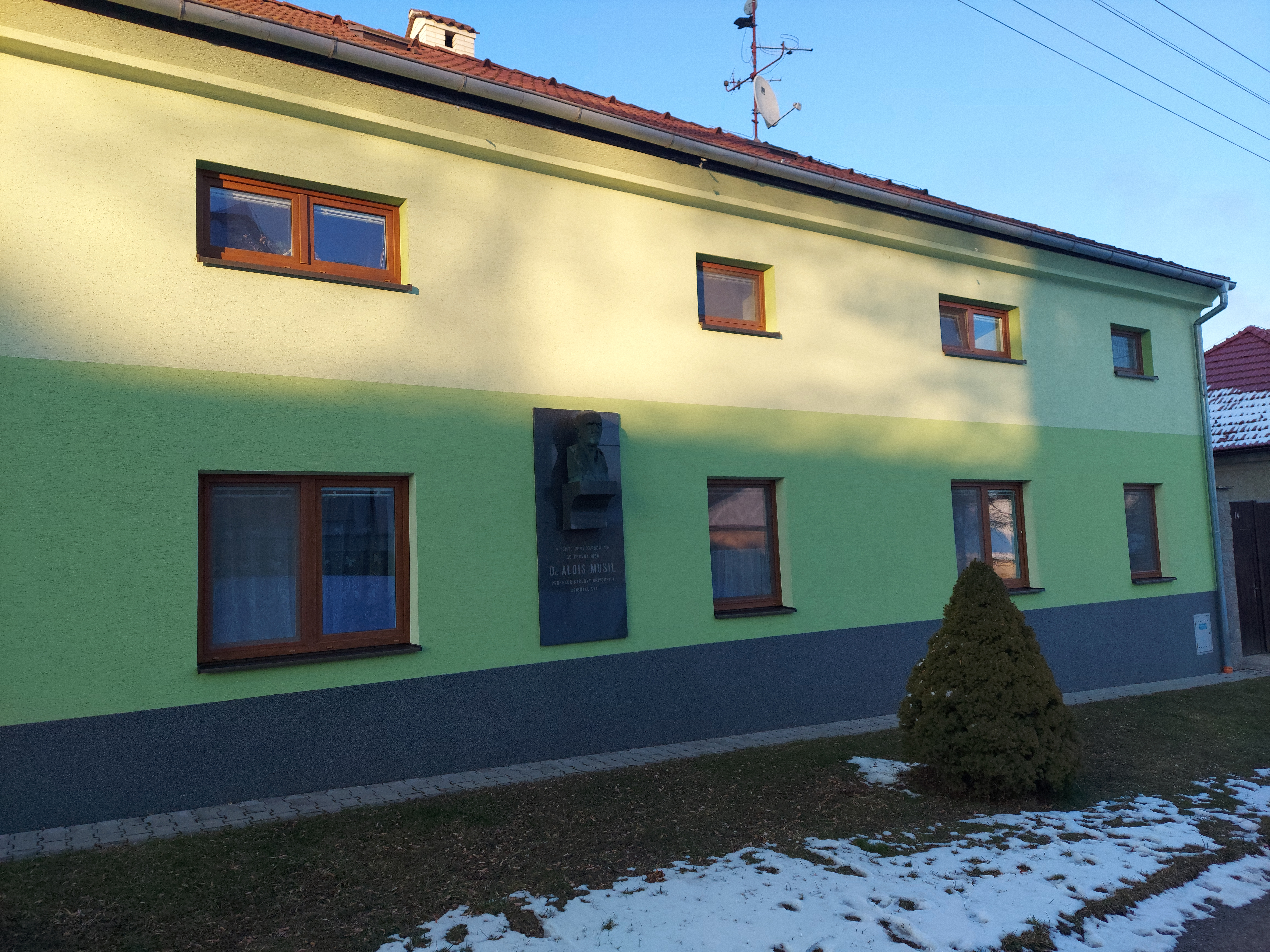
Pamětní deska na domě č.p.14

Rodný dům Aloise Musila se nachází v obci Rychtářov a nese číslo popisné 14. V tomto domě se 30. června 1868 narodil významný český orientalista, cestovatel a katolický kněz Alois Musil. Jeho rodiče pocházeli z rolnické rodiny a dům byl součástí rodinného hospodářství.  Na budově je umístěna pamětní deska, která byla odhalena v roce 1938 u příležitosti 70. výročí jeho narození. Deska připomíná Musilovu vědeckou činnost a jeho přínos k poznání Blízkého východu. Iniciativa k jejímu zřízení vzešla od místních obyvatel a české vědecké obce, která si jeho odkaz vážila. 
Rodný dům byl po Musilově smrti v roce 1944 nadále využíván k bydlení, v 50. letech byl znárodněn a přestavěn na obytný dům pro více rodin. Po roce 1989 přešel zpět do soukromého vlastnictví a jeho majitelé jej postupně rekonstruují. Dům není běžně přístupný veřejnosti, ale pamětní deska zůstává volně viditelná. 

### Zřícenina hradu Kuchlov
Zřícenina hradu Kuchlov se nachází přibližně 2,5 km západně od obce Rychtářov na ostrohu nad údolím říčky Malá Haná. Hrad byl vybudován pravděpodobně ve 13. století a jeho hlavním účelem byla ochrana obchodní cesty spojující Boskovice se střední Moravou. Přesné datum vzniku ani zániku hradu není známo, avšak jeho funkce jako strážního bodu je doložena historickými prameny. Hrad byl přirozeně chráněn na třech stranách strmými svahy a přístupný pouze z jihu po horském hřebeni. Tento přístup byl chráněn dvěma mohutnými příkopy, které byly vytesány do skály a překlenuty padacími mosty. Dnes jsou tyto příkopy stále dobře patrné v terénu. Archeologické průzkumy ukázaly, že hrad byl vystavěn výhradně z kamene – v troskách se nenašly žádné zbytky cihel, vápenné malty ani střešní krytiny, což jej odlišuje od jiných hradních zřícenin v regionu.
Podle místních pověstí mohl hrad ve 14. století sloužit jako útočiště pro loupežné rytíře, kteří operovali v okolí. Historické prameny naznačují, že v době, kdy na nedalekém hradě Račice působil loupeživý rytíř Friduš z Linavy, mohl mít na Kuchlově svou posádku, která přepadávala kupce na boskovské cestě. Tento stav trval do doby, než král Jan Lucemburský nechal Račice dobýt a vyplenit. Dnes jsou z hradu patrné jen nepatrné zbytky hradeb a rozsáhlé suťové pole, které je porostlé lesem. Starší obyvatelé obce Rychtářov si ještě pamatují doby, kdy byly zbytky zdí vyšší a výraznější, avšak kámen z trosek byl postupně odvážen na stavby domů v okolních obcích, zejména v Ruprechtově.

### Zřícenina hradu Stagnov
Zřícenina hradu Stagnov se nachází přibližně 1,5 km západně od obce Rychtářov na ostrohu nad údolím říčky Malá Haná. Hrad byl pravděpodobně vybudován ve 14. století jako součást obranného systému panství Šternberků. První písemná zmínka o hradu pochází z roku 1381, kdy jej Petr ze Šternberka zapsal své manželce Anně jako součást svatebního věna. Hrad byl chráněn přírodním terénem na třech stranách, zatímco ze strany východní byla vybudována mohutná hradba s valem a příkopem, které jsou patrné dodnes. Archeologické průzkumy neodhalily žádné známky zděných konstrukcí, což naznačuje, že hrad byl dřevěný, případně měl pouze kamenné základy.
Hrad pravděpodobně zanikl v první polovině 15. století během husitských válek, kdy byl podle některých pramenů vypleněn a zapálen. Po jeho zániku byla v okolí založena osada Hrádek, která se však vylidnila již v průběhu 16. století. Poslední zmínky o obci pocházejí z roku 1538, kdy byla popisována jako pustá. Dnes jsou z hradu patrné především zbytky valu a hlubokého příkopu, které jsou zarostlé lesem. Oblast je oblíbená mezi turisty a v terénu lze stále rozeznat původní obranné linie hradiště.

### Zbytky hradiska „Na valech“
Hradisko Na valech se nachází přibližně 1,5 km severovýchodně od obce Rychtářov. Jde o pravěké sídliště, jehož stáří není přesně určeno, ale na základě archeologických nálezů se předpokládá osídlení již v období doby bronzové nebo raného středověku. Místo bylo využíváno pro obranné účely a poskytovalo úkryt obyvatelům v dobách nebezpečí. Hradisko se rozkládá na strategicky výhodném místě, které umožňuje daleký výhled do krajiny. Plocha ohraničená valem měří přibližně 45 metrů a byla přirozeně chráněna strmými svahy, které byly zarostlé lesem již v době existence hradiska. Na přístupné východní straně bylo hradisko pravděpodobně chráněno dřevěnou palisádou.
Ačkoli se zde nenašly pozůstatky zděných staveb, existují doklady o tom, že se na hradisku ukrývali lidé během válek a vpádů, například v období husitských válek nebo během třicetileté války. Z historických záznamů vyplývá, že místo sloužilo jako útočiště nejen pro obyvatele Rychtářova, ale i pro lidi z okolních obcí. Dnes jsou z hradiska patrné pouze pozůstatky valu, který je místy vysoký až 2,5 metru. Místo je volně přístupné a představuje významnou archeologickou lokalitu v regionu.

### Boží muka

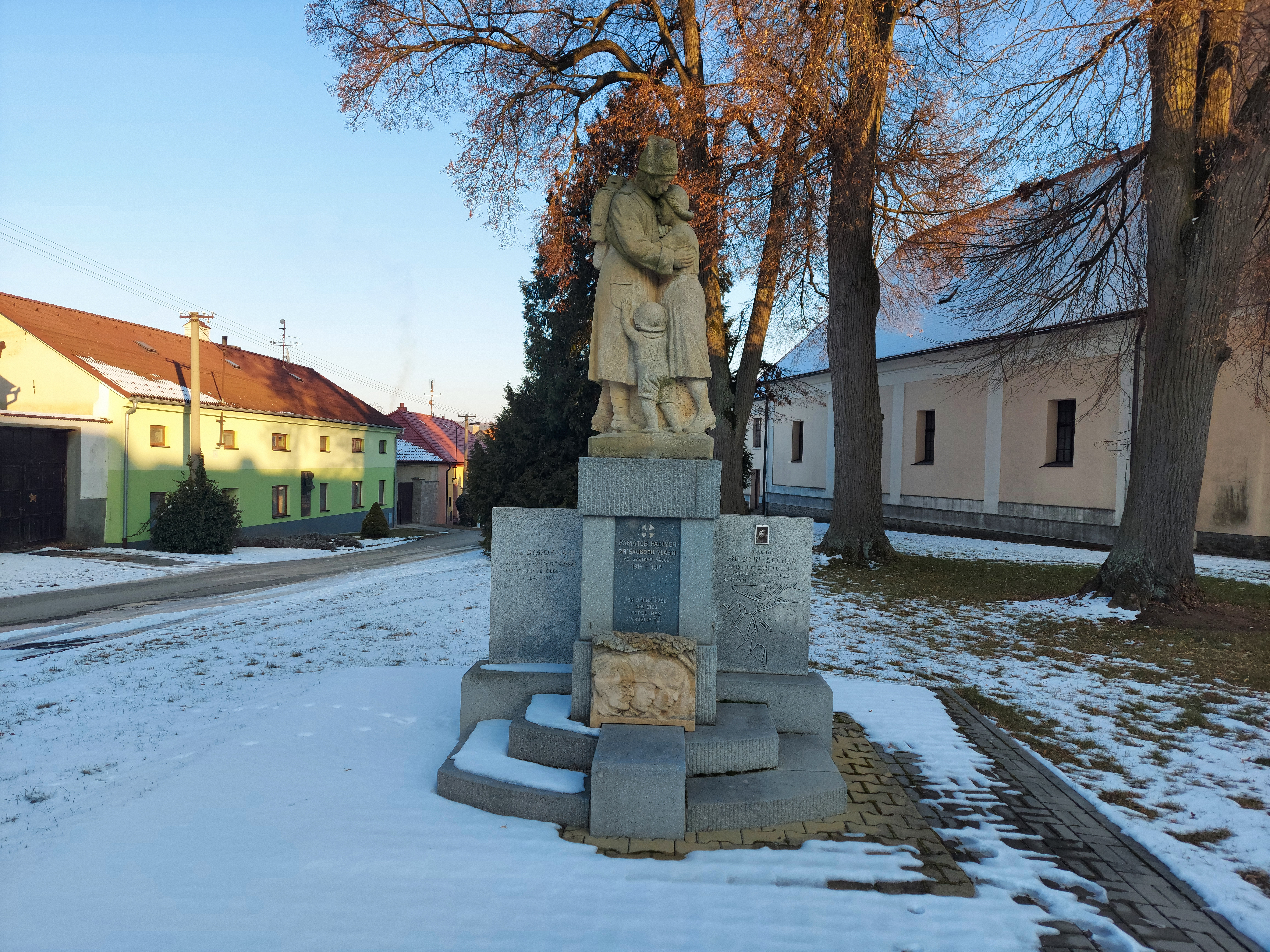
Pomník padlým 2025

Boží muka v Rychtářově pocházejí z 19. století a jsou součástí sakrálních památek obce. Původně byla postavena na místě, kde se nyní nachází dům č.p. 69. Toto místo bylo obecním majetkem, avšak v roce 1850 bylo prodáno usedlíku Františku Luskovi, který zde plánoval výstavbu domu pro svého syna Jana. Jelikož by Boží muka stavbou zanikla, Luska ji na vlastní náklady přemístil na nové místo určené obcí. Není známo, jaká událost vedla k jejich postavení, protože na památce se nenachází žádný letopočet ani nápis. Podle historických pramenů však Boží muka v minulosti často vznikala jako památka na morové epidemie, hladomory či jiné mimořádné události, které zasáhly místní obyvatelstvo. Dnes stojí Boží muka na novém místě a patří mezi nejstarší dochované drobné sakrální památky v obci.

### Pomník padlým
Pomník padlým se nachází na návsi v Rychtářově před místním kostelem. Byl postaven na památku vojáků z obce, kteří zahynuli během první světové války a později byl rozšířen i o památku obětí druhé světové války. Pomník byl postaven z domácího kamene z lomu „Hřebec“ a kamenickou práci provedla firma „Havlíček a Plíhal“ z Olomouce. Hlavním prvkem pomníku je socha plačící ženy v národním kroji, která drží v rukou věnec. Sochu vytvořil akademický sochař Pelikán z hořického pískovce. Na pomníku je vyryt nápis: „Památce padlých vojínů za svobodu vlasti ve světové válce 1914—1918“ a dále citát: „Jen jména naše zde čteš, popel náš v cizině tlí.“ Po obou stranách podstavce jsou vtesána jména padlých vojáků z obce, včetně **štábního rotmistra Antonína Bednáře (15. listopadu 1913 – 1. ledna 1945), který zahynul při leteckém neštěstí ve Skotsku**. Pomník byl odhalen 15. srpna 1922 za účasti místních obyvatel, představitelů obce a válečných veteránů. V blízkosti pomníku byly již v roce 1919 na památku osvobození obce zasazeny tři lípy svobody.

## Osobnosti
- Alois Musil (30. června 1868, Rychtářov – 11. dubna 1944, Otryby) český kněz, teolog, orientalista a cestovatel.
- Adolf Janský (31. ledna 1880, Rychtářov – †???) významný cukrář a zakladatel známé cukrárny[jaké?] ve Vyškově.
- Cyril Křoumal (9. července 1901, Rychtářov – †???) podnikatel, zakladatel a majitel elektrotechnického závodu ve Vyškově.
- František Jelínek ml. (*??? Rychtářov – 1937) velkovýrobce dřevěných obručí v Dědicích a Rychtářově.
- František Sedláček (19. září 1878, Rychtářov – †???) byl zakladatelem parní pily a parketárny v Rychtářově.

## Zajímavosti
- Blízký vojenský újezd Březina.
- Nedaleká Opatovická přehrada – nádrž pitné vody pro Vyškov a okolí.
- V okolí obce se nachází několik vojenských bunkrů, které zde zůstaly po druhé světové válce.
- Památník označující geometrický střed bývalé ČSSR (nepřístupý – ve vojenském újezdě).